# Deuterodiscoelius verreauxii
Deuterodiscoelius verreauxii är en stekelart som först beskrevs av Henri Saussure 1852.  Deuterodiscoelius verreauxii ingår i släktet Deuterodiscoelius och familjen Eumenidae. Inga underarter finns listade i Catalogue of Life.